# Боговдъхновение
Боговдъхновение в християнската теология е официално учение на всички християнски църкви, според което Библията е „вдъхновена“, „инспирирана“ (лат. divinitus inspirata, гр. θεόπνευστος, буквално „вдъхнат от Бог“) по особен начин от Светия Дух. По тази причина Библията се нарича „Божие слово“.
Това учение се разбира от различни християни различно. Отделните учения за боговдъхновението могат да се обобщят чрез три модела:
- Някои приемат т.нар. „вербално (буквално) вдъхновение“, според което отделните думи на цялата Библията (plenary inspiration) са вдъхновени (диктувани от Бога) в най-малкия детайл. Според този модел Бог е единствения автор на Библията и напълно отговорен за нейното съдържание, а писателите са негово „перо“, от което следва абсолютна непогрешимост на първоначалните манускрипти на Божието слово. Представител на този модел е A. E. Wilder-Smith (Die Zuverlässigkeit der Bibel. Wien: Wegweiser, 1993).
- Други приемат т.нар. „персонално вдъхновение“, според което отделните личности са получили само един импулс от Бога, инициатора на Библията, а те от своя страна изразяват този импулс или призвание чрез написаните думи. Според този модел само писателите на Библията са вдъхновени, а не Библията и те са отговорни за съдържанието на написаното. Бог не е отговорен какво е написано, а само за това хората да пишат (impulsus ad scribendum). Библията не е безгрешна според този модел. Тя е само свидетелство на нейните писатели. Представители на този модел са Herder и Schleiermacher.
- Третият модел е т.нар. „реално (предметно) вдъхновение“. Според този модел Бог изпраща своето Слово, като изпълва хората с мисли и им дава вести, а писателите и пророците от своя страна пресъздават тези вести (видяното, чутото и разбраното) чрез техните думи и логика (граматика). В този случай Бог е първоначалния автро, а писателите на Библията са неговите съавтори. Вдъхновени са не директно думите, а техните мисли (suggestio rerum). Този модел допуска отделни противоречия и „грешки“, но от друга страна разглежда Библията като достоверна и достойна за доверие. Представители на този модел са Alden Thompson и George R. Knight.
- Съвременното разбиране за мистично вдъхновение включва и употребата на ентеогени т.е. би могло и да бъде включено и естественото отделяне на ДМТ в човешкия мозък.